# Горбушин, Шарибзян Ахтамзянович
Шарибзян Ахтамзянович Горбушин (род. 28 июня 1948) — советский, удмуртский педагог. Народный учитель СССР (1991). 

## Биография
Родился в селе Кулига Кезского района Удмуртии. Из старинного татарского рода зянвичей.
После школы закончил сначала Дебёсское педагогическре училище, затем — Удмуртский государственный университет. После университета служил в армии, окончил аспирантуру. 
Некоторое время жил в Казани, затем работал учителем физики в школе №8 Глазова.
С 1977 года преподавал физику в профессиональном училище № 24 Глазова, реорганизованного позже в Глазовский политехнический колледж (ныне Глазовский колледж промышленных технологий, экономики и сервиса), с 1997 года — его директор. 
В колледже совершенствовал свой урок, оборудовал кабинет и написал свою первую книгу «Кабинет физики в среднем профессиональном учебном заведении». Кабинет физики занимал первое место в России. При кабинете вёл кружок технического творчества, куда приходило больше сорока детей. Свои работы демонстрировали на разных выставках, получили золотую и серебряную медали ВДНХ. Когда был преподавателем, в год давал по 40 открытых уроков и авторских школ по всей стране: Москва, Санкт-Петербург, Даугавпилс, в нескольких университетах Германии.
В 2008, 2009, 2010 и 2012 годах колледж становился лауреатом конкурса «Золотая медаль «Европейское качество» в номинации «100 лучших ссузов России».
В колледже действуют шесть хозрасчётных участков. В 2012 году на базе колледжа создано малое инновационное предприятие ООО «Политех», работа которого связана с обработкой металлов, отделочными работами, издательской и выставочной деятельностью, информационными технологиями. 
В 2013 году колледж стал пилотной площадкой республиканского проекта «Электронный колледж».
Написал шесть книг, в том числе учебное пособие «Азбука физики» и «Тезаурус курса физики для средней школы».

## Награды и звания
- Заслуженный учитель Удмуртской АССР
- Народный учитель СССР (1991)
- Медаль ордена «За заслуги перед Отечеством» II степени
- Профессор
- Кандидат педагогических наук
- Отличник профессионально-технического образования РСФСР
- Заслуженный преподаватель ПТО Удмуртии
- Учитель года-1990
- Почётный работник среднего профессионального образования РФ
- Медаль А. С. Макаренко
- Почётный знак Госкорпорации «Росатом» «За вклад в развитие атомной отрасли»